# Carolyn Scott
Carolyn Scott é um decorador de arte estadunidense. Venceu o Oscar de melhor direção de arte na edição de 1995 por The Madness of King George, ao lado de Ken Adam.